# ویلیام دریپر
ویلیام دریپر (انگلیسی: William Draper؛ 1721 – ۸ ژانویهٔ ۱۷۸۷) سرباز اهل پادشاهی بریتانیای کبیر بود.